# Luis María Linde
Luis María Linde de Castro (né le 15 mai 1945 à Madrid) est un économiste espagnol. Président de la Banque Centrale espagnole du 11 juin 2012 au 11 juin 2018.

## Biographie
Luis María Linde a obtenu un diplôme en sciences économiques de l'Université complutense de Madrid.
Il a été conseiller de l'ambassade d'Espagne en Union Soviétique et a travaillé pour le Ministère de l'Économie. En 1983, il a été nommé à la Banque Centrale espagnole. Entre 2005 et 2008, il était directeur général pour l'Espagne dans l'Banque interaméricaine de développement.
Le 25 mai 2012 Linde succède à Vicente Salas en tant que membre du conseil des gouverneurs de la Banco de España. Quelques jours plus tard, Miguel Ángel Fernández Ordóñez a démissionné en tant que président de la banque et de Linde a été nommé. Un autre candidat pour le poste a été proposé par la Banque centrale européenne (BCE) José Manuel González-Páramo, un ancien membre du directoire de la BCE. En vertu des statuts de la banque Linde est président pour un mandat de six ans.

## Autres activités
- Président de la fondation Académie royale espagnole.
- Institut officiel de crédit (ICO), membre du Conseil d'Administration[7]
- Fondation Princesse des Asturies, membre du Conseil d'administration[8]
- Compañía Española de Crédito a la Exportación (CESCE), conseiller du Conseil d'administration (2009-2011)